# Symphurus atramentatus
Symphurus atramentatus és un peix teleosti de la família dels cinoglòssids i de l'ordre dels pleuronectiformes.